# Джон Мак-Наллі (тенісист)
Джон Мак-Наллі (англ. John McNally; нар. 18 жовтня 1998) — колишній американський тенісист.
Найвищу одиночну позицію світового рейтингу — 470 місце досяг 29 липня 2019, парну — 622 місце — 7 січня 2019 року.
Завершив кар'єру 2022 року.

## Фінали ATP Челленджер і ITF Ф'ючерс

### Одиночний розряд: 2 (1–1)
| Легенда              |
| -------------------- |
| ATP Челленджер (0–0) |
| ITF Ф'ючерс (1–1)    |

| Фінали за покриттям |
| ------------------- |
| Тверде (1–1)        |
| Ґрунт (0–0)         |
| Трава (0–0)         |
| Килим (0–0)         |

| Результат | В-П | Дата     | Турнір              | Рівень                | Покриття   | Суперник      | Рахунок                 |
| --------- | --- | -------- | ------------------- | --------------------- | ---------- | ------------- | ----------------------- |
| Поразка   | 0–1 | Лип 2019 | M25 Айова-Сіті, США | Світовий тенісний тур | Тверде     | Алекс Рибаков | 6–7(5–7), 7–5, 6–7(3–7) |
| Перемога  | 1–1 | Лис 2021 | M25 Колумбус, США   | Світовий тенісний тур | Тверде (i) | Джеймс Трейсі | 4–6, 7–6(7–2), 6–3      |

### Парний розряд: 7 (5–2)
| Легенда              |
| -------------------- |
| ATP Челленджер (0–0) |
| ITF Ф'ючерс (5–2)    |

| Фінали за покриттям |
| ------------------- |
| Тверде (4–2)        |
| Ґрунт (1–0)         |
| Трава (0–0)         |
| Килим (0–0)         |

| Результат | В-П | Дата     | Турнір              | Рівень                | Покриття   | Партнер         | Суперники                              | Рахунок           |
| --------- | --- | -------- | ------------------- | --------------------- | ---------- | --------------- | -------------------------------------- | ----------------- |
| Поразка   | 0–1 | Жов 2016 | США F32, Гарлінген  | Ф'ючерс               | Тверде     | Еван Чжу        | Люк Бембрідж Еван Кінґ                 | 4–6, 4–6          |
| Перемога  | 1–1 | Чер 2018 | США F16, Рочестер   | Ф'ючерс               | Ґрунт      | Каннон Кінґслі  | Алехандро Гомес Павел Крайнік          | 6–4, 6–4          |
| Поразка   | 1–2 | Чер 2021 | M25 Вічита, США     | Світовий тенісний тур | Тверде     | Бенжамен Сіґуен | Ніколас Асеведо Ольмос Муркель Деллієн | 4–6, 6–2, [10–12] |
| Перемога  | 2–2 | Жов 2021 | M15 Таллахассі, США | Світовий тенісний тур | Тверде (i) | Ліам Драксл     | Томас Фанкатт Колін Сінклер            | 6–2, 6–3          |
| Перемога  | 3–2 | Жов 2022 | M15 Ітака, США      | Світовий тенісний тур | Тверде (i) | Бенжамен Сіґуен | Ніко Мостарді Яннік Опіц               | 6–4, 7–6(7–5)     |
| Перемога  | 4–2 | Лис 2022 | M15 Ітака, США      | Світовий тенісний тур | Тверде (i) | Сінсуке Міцуї   | Менелаос Ефстатіу Якоб Шнайттер        | 6–3, 6–2          |
| Перемога  | 5–2 | Лис 2022 | M25 Колумбус, США   | Світовий тенісний тур | Тверде (i) | Едуардо Нава    | Джошуа Чарлтон Квінн Вандекастіл       | 6–4, 6–4          |